# Dictator (singel)
Dictator är en singel av Daron Malakian and Scars on Broadway, som släpptes den 1 juni 2018 som den andra singeln från Dictator. Revolver ansåg att "Dictator" hade en "System-of-a-Down-aktig känsla" i sig, då särskilt i låtens solo och refräng. "Dictator" berör, förutom diktaturer, ämnen såsom falska frälsare och korsfarare.

## Låtlista
Alla låtar är skrivna och komponerade av Daron Malakian, om inte annat anges. 
| Nr | Titel    | Längd |
| -- | -------- | ----- |
| 1. | Dictator | 3:00  |